# 2024年朝鮮糞便氣球空投韓國事件
2024年朝鲜粪便气球空投韩国事件，南韓稱（：／ bughan daenam omul pungseon salpo sageon）。係朝鮮民主主義人民共和國從2024年5月28日起至11月28日，共計33次向大韓民國多處地區大規模空投裝有糞便、垃圾等穢物的氣球事件。朝鮮勞動黨中央委員會第一副部長金與正於5月29日稱，該行動是作為韓國氣球宣傳運動的回應。

## 背景
一直以來，韓國和朝鮮政府都反對持續進行的氣球宣傳活動。韓國政府顧慮到言論自由，從來沒果斷干涉活動人士放飛氣球，但卻採取一些措施，包括禁止使用船隻放飛氣球，大大減少飛入朝鮮的宣傳單張數量。另一方面，自陽光政策頒佈後，兩國政府減少組織心理戰，但緊張局面之後再度出現。2016年至2017年，朝鮮曾陸續向韓國空投1000顆宣傳氣球作出反制，但自朝鮮宣佈放棄統一之後，朝鮮對於韓國氣球宣傳運動的反感度與日俱增。
韓國《TV朝鮮》報導指，韓國情報部門證實朝鮮在2024年5月發生一宗導致90名士兵死亡的沉船事故。韓國情報部門稱，由於事態嚴重，朝鮮當局無法隱瞞事故，導致朝鮮人民軍出現軍心動搖的情況，故此朝鮮當局急需製造外部事端以轉移視線和團結內部，韓國情報部門認為此事為朝鮮糞便氣球事件的前因。
而在2024年5月，韩国一脱北者团体向朝鲜用20个大型气球空飘了30万张反朝鲜传单和含有韩国歌曲的2000个U盘，气球上还悬挂了攻击朝鲜劳动党总书记金正恩的标语横幅。有部分媒体认为，这也是朝鲜向韩国投放大量垃圾气球的重要原因之一。

## 經過
在空投事件發生前，朝鮮曾在5月26日事先警告韓國將會空投「大量廢紙和污穢物」。自由亞洲電台引用其在朝鮮的消息人士稱，朝鮮當局動員士兵及其家屬，而非平民提供糞便和垃圾。儘管朝鮮《勞動新聞》報導平民為氣球準備反韓宣傳單張的情況，事後韓國當局並沒有在氣球降落物找到類似單張。
據韓國聯合參謀本部稱，朝鮮自5月28日至5月29日期間向韓國全國範圍大規模空投氣球，數目達260顆。朝鮮所投放的氣球長約3至4米，下方懸有裝有糞便和垃圾的膠袋，並繫有定時爆炸裝置，但內裡沒有宣傳單張。而個別膠袋，則用諺文標記「排泄物」字樣。
朝鮮在空投糞便氣球同時向韓國衛星定位系統作出電波干擾，但未對韓國國軍造成任何影響。
6月1日晚上約20:00，朝鮮再向韓國空投至少720顆裝有糞便和垃圾的氣球。至6月2日晚上22:30，朝鮮國防省副相金剛日宣佈暫時中止散播糞便氣球的行動，他稱：「我們已經讓韓國人充分體驗到撿拾散落的衛生紙是多麼令人厭惡且耗費大量勞力。如果韓國人重新開始散播反共和國的傳單，我們將根據發現的數量和次數，再次集中散播百倍的衛生紙和污穢物。」
6月8日凌晨至6月9日早上10時，朝鮮向韓國空投第三波約330多顆氣球，由於西風影響，只有80顆氣球到達韓國京畿道北部、首爾、江原特別自治道北部，其餘氣球不是飄到大海，或就是在朝鮮登陸。韓國聯合參謀本部確認氣球沒有攜帶糞便或反韓傳單，氣球內裝的只是廢紙、塑料等垃圾。截至6月10日，韓國全境共778处发现了朝鲜空飘的“垃圾气球”。
据朝鲜中央通讯社消息，6月20日，韩国部分脱北者团体再次向朝鲜境内空飘投放多个气球（朝中社方面称其为“肮脏的废纸和东西”），而在6月21日，朝鲜劳动党中央委员会副部长金与正发表谈话，强烈批评脱北者的此类行为。有媒体借此猜测，朝鲜方面可能又要因此展开新一轮的对韩空投气球活动。
北韓於6月24日夜間發起第五次空飄氣球行動，藉由西北風向南韓京畿道北部地區空飄約350顆氣球，這些氣球在經過京畿道後持續往東南方向移動。據自由時報研判，北韓發起第五次空飄氣球行動的目的是報復南韓的反制行爲。
自2024年7月開始，北韓對南韓空飄的垃圾氣球中的多數是攜帶著紙質與塑膠垃圾，而從2024年10月開始，北韓對南韓空飄的垃圾氣球開始攜帶對南韓的政治宣傳單張。截至2024年11月29日，北韓總共對南韓空投32次垃圾氣球。

## 反應

### 韓國
朝鮮此次投放氣球的數目遠超同類事件，由於氣球可能載有有毒化學物質，韓國軍方為免引起意外情況，並沒有擊落氣球，而是利用目測、紅外線監控系統以及雷達技術來監測天空中的異常活動。一旦確認氣球已降落，相關部門即展開清理行動。專門的爆炸物處理隊伍和化學生物戰專家小組被動員前往現場，負責檢測和回收降落物。同時，軍方也發佈警告，提醒民眾保持距離並向相關部門報告任何可疑發現。
韓國聯合參謀本部形容朝鮮的行為不人道和低級，並稱其作為明顯違反國際法，嚴重威脅韓國人民的安全。
首爾仁川國際機場同樣受到糞便氣球的影響，機場在6月2日三度暫停航班起降，導致部分航班延誤。

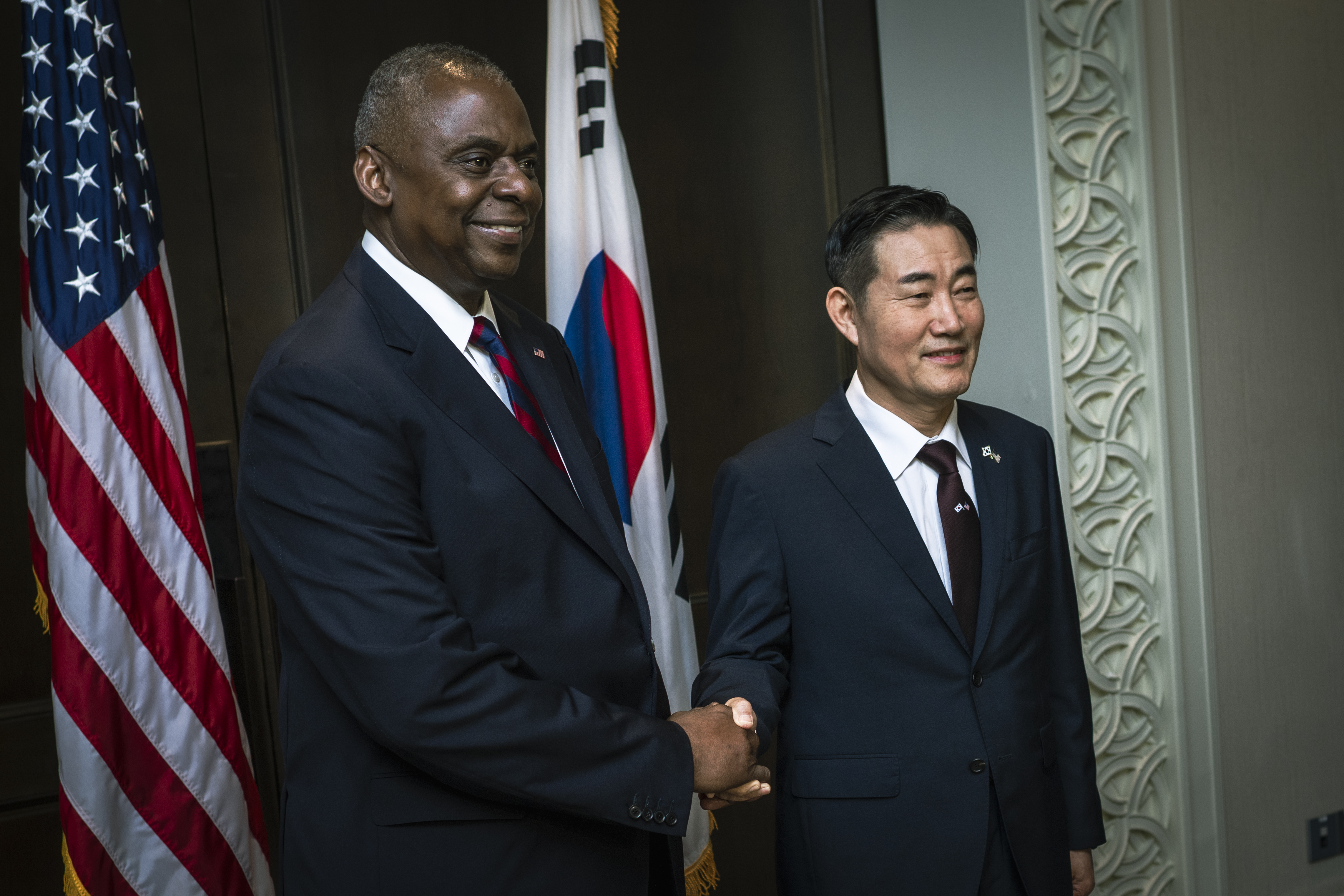
2024年6月2日韓國國防部長申源湜在新加坡香格里拉對話與美國國防部部長勞埃德·奥斯汀會面，商討朝鮮空投糞便氣球事件

6月2日，韓國國防部長申源湜在新加坡香格里拉對話與美國國防部部長勞埃德·奥斯汀會面，雙方指責朝鮮空投糞便氣球違反《朝鮮停戰協定》，同時韓國要求聯合國軍司令部調查相關情況。作為對朝鮮空投糞便氣球的回應，韓國政府於6月4日在韓國國務會議通過中止《九一九軍事協議》，恢復韓軍在北方界線的軍事活動，並重啟朝韓邊界的對朝鮮擴音喊話。
6月3日，南韓公民團體自由北韓運動聯合表示，若朝鮮勞動黨總書記金正恩對先前的空飄氣球行爲致歉，則自由北韓運動聯合會考慮停止向北韓空飄宣傳單張。
6月6日，反朝鮮及脫北者團體「自由朝鮮運動」在京畿道北部地區向朝鮮空投攜帶反朝鮮勞動黨傳單的氣球，氣球上掛有橫額，上書「人民的敵人金正恩給大韓民國人民帶來污穢，而脫北者則給朝鮮同胞帶來真理和愛！」
早在朝鮮空投第一波糞便氣球時，韓國陸軍命令各級部隊加強戰備狀態，並明令包括禁止飲酒等事項。6月7日，韓國陸軍報告指，朝鮮空投第二波糞便氣球時，負責在前線守衛的陸軍第1步兵師師長與下屬一起喝酒。6月8日，韓國陸軍宣佈將陸軍第1步兵師師長免職。
6月9日，韩军为应对朝鲜对韩空飘气球決定恢復对朝扩音喊话。
9月23日，韩国宣布，如果朝鮮发射的满载废物的气球造成人员伤亡，韩国将采取军事措施。
由於北韓空投垃圾氣球已經造成南韓民衆不安與勞民傷財，因此南韓軍方在北韓11月18日第31次空投垃圾氣球後，對北韓發出「不要在南韓軍方的底綫附近反復橫跳」的警告，同時表示若因北韓的垃圾氣球而致使的任何發生事態，均由北韓方面負責。

### 朝鮮
5月29日，朝鮮中央通訊社發佈金與正對朝鮮空投糞便氣球的評價，並反駁韓國對事件的批評。她稱：「我們只不過試著做了些他們常幹的事，不知道他們為何就像被火焰籠罩了似的，吵得不可開交。」她表示空投糞便氣球是朝鮮的「表達自由」，認為韓國人應該視糞便和垃圾為朝鮮「富有誠意的禮物」。其稱韓國還投放氣球的話，將會百倍奉還。
據自由亞洲電台引用其在朝鮮的消息人士稱，朝鮮邊境地區民眾透過各種管道得知朝鮮向韓國空投糞便氣球的消息後反應不一，部份人認為這是理所當然，也有部份人對此行動感到尷尬，認為領導層為少數脫北者寄來的傳單而小題大做，反像被脫北者操縱。而朝鮮當局內部也出現批評聲音，認為朝鮮領導層只顧發送垃圾，卻沒有提及朝鮮為之驕傲的主體思想和社會主義制度優越性，那就是代表朝鮮承認與韓國的制度競爭中失敗。
自由亞洲電台引用咸鏡北道會寧市的地方高層消息人士說法：「凡是經驗豐富的政治家都知道，向韓國潑髒水是弊大於利，但沒有人敢公開反對，而且似乎同意高層的決定。金正恩及其領導層似乎無法控制自己的情緒。」
6月24日，韓聯社引述統一部的消息稱從北韓空飄氣球攜帶的穢物中檢測出人類基因以及蛔蟲等寄生蟲類，並作出「北韓空飄氣球所帶穢物來自人類糞便」的結論。同時，在北韓空飄氣球當中亦尋得領帶和牛仔外套等服裝的殘片，經南韓政府確認這些服裝的來源是一家自2000年以來的對北援助企業。統一部認爲，北韓此舉是再次向南韓釋放北南關係已經終結，現世已爲互相交戰之國的訊號，兼具表達對南韓脫北者所放飛宣傳氣球的極度不滿。
在北韓於2024年10月20日發起第30次空飄垃圾氣球中，所攜帶的物品當中包含詆毀韓國總統尹錫悅和韓國第一夫人金建希的宣傳單張，根據朝鮮日報的報導，北韓投放的宣傳單張的大小與手掌相當，傳單上印有尹錫悅和金建希的照片、揶揄尹錫悅丁克與嘲笑「南韓是建希王國」的內容。並且此類傳單還散落在龍山總統府附近，有部分宣傳單張在龍山總統府前坪舉行波蘭總統歡迎儀式時掉落。基於北韓對南韓空飄的垃圾氣球裝有GPS裝置，因此北韓可控制垃圾氣球投放的時間與地點。本次也是龍山總統府第二次被來自北韓的垃圾所投放，上一次是在2024年7月24日。

## 另見
- 2023年中國高空氣球事件